# Lill-Hornvattnet
Lill-Hornvattnet är en sjö i Örnsköldsviks kommun i Ångermanland och ingår i Nätraån-Ångermanälvens kustområde. Lill-Hornvattnet ligger i Skuleskogen Natura 2000-område.